# Музеї Полтавської області

## Гадяцький район
| Назва                                            | Місцезнаходження           | Короткий опис                                   | Зображення |
| ------------------------------------------------ | -------------------------- | ----------------------------------------------- | ---------- |
| Гадяцький літературний музей родини Драгоманових | м. Гадяч, вул. Соборна, 11 | Заснований у 1991 році, у колекції 171 експонат |            |

## Горішні Плавні
| Назва                                           | Місцезнаходження                       | Короткий опис              | Зображення |
| ----------------------------------------------- | -------------------------------------- | -------------------------- | ---------- |
| Горішньоплавнівський історико-краєзнавчий музей | м. Горішні Плавні, вул. Космонавтів, 4 | Музей відкрито у 2000 році |            |

## Диканський район
| Назва                                                             | Місцезнаходження              | Короткий опис          | Зображення |
| ----------------------------------------------------------------- | ----------------------------- | ---------------------- | ---------- |
| Диканський державний історико-краєзнавчий музей ім. Д. М. Гармаша | смт Диканька, вул. Леніна, 68 | Заснований у 1959 році |            |

## Зіньківський район
| Назва                                                            | Місцезнаходження                           | Короткий опис                                       | Зображення |
| ---------------------------------------------------------------- | ------------------------------------------ | --------------------------------------------------- | ---------- |
| Зіньківський районний народний історичний музей                  | м. Зіньків, вул. Воздвиженська, 42         | Заснований у 1967 році, у колекції 2651 експонат    |            |
| Національний музей-заповідник українського гончарства в Опішному | смт. Опішня, вул. Василя Кричевського, 102 | Заснований у 1956 році, у колекції 50000 експонатів |            |

## Карлівський район
| Назва                                  | Місцезнаходження             | Короткий опис                                      | Зображення |
| -------------------------------------- | ---------------------------- | -------------------------------------------------- | ---------- |
| Карлівський історико-краєзнавчий музей | м. Карлівка, вул. Леніна, 50 | Заснований у 1967 році, у колекції 6000 експонатів |            |

## Кобеляцький район
| Назва                                                         | Місцезнаходження                               | Короткий опис          | Зображення |
| ------------------------------------------------------------- | ---------------------------------------------- | ---------------------- | ---------- |
| Кобеляцький музей літератури і мистецтва                      | м. Кобеляки, вул. Шевченка, 14                 | Заснований у 1982 році |            |
| Білицький літературно-меморіальний музей Мате Залки           | Кобеляцький район, смт Білики                  | Заснований у 1967 році |            |
| Державний літературно-меморіальний музей-садиба Олеся Гончара | Кобеляцький район, с. Сухе, вул. Олеся Гончара | Заснований у 2000 році |            |

## Козельщинський район
| Назва                                                         | Місцезнаходження                           | Короткий опис | Зображення |
| ------------------------------------------------------------- | ------------------------------------------ | --- | ---------- |
| Мануйлівський літературно-меморіальний музей Максима Горького | Козельщинський район, с. Верхня Мануйлівка | Музей відкрито у 1938 році з ініціативи письменників Олеся Юренка та Олеся Гончара, музей був знищений у роки війни, знову відкритий у 1961 році |            |

## Котелевський район
| Назва                                    | Місцезнаходження                   | Короткий опис                                                       | Зображення |
| ---------------------------------------- | ---------------------------------- | ------------------------------------------------------------------- | ---------- |
| Котелевський музей С. А. Ковпака         | смт Котельва, вул. Петровського, 1 | Музей відкрито у 2007 році, у колекції музею більше 1700 експонатів |            |
| Історико-культурний заповідник «Більськ» | смт Котельва, вул. Чапаєва, 21     |                                                                     |            |

## Кременчук
| Назва                                                                                | Місцезнаходження                        | Короткий опис                                                      | Зображення    |
| ------------------------------------------------------------------------------------ | --------------------------------------- | ------------------------------------------------------------------ | ------------- |
| Кременчуцька міська художня галерея                                                  | вул. Коцюбинського, 4                   |                                                                    |               |
| Кременчуцький краєзнавчий музей                                                      | [[Вулиця Ігоря Сердюка][Ігор Сердюк], 2 | Заснований у 1966 році, у колекції музею близько 60 000 експонатів |               |
| Педагогічно-меморіальний музей А. С. Макаренка                                       | [[Вулиця Макаренка ] 44 [Макаренко]     | Заснований у 1951 році, у колекції музею близько 34 000 експонатів |               |
| [[Кременчуцька картинна галерея Наталії Юзефович][Наталія Юзефович]\|вул. Космічна,9 |                                         |                                                                    | графік роботи |

[ Лохвиця]

## Лохвицький район
| Назва                                              | Місцезнаходження           | Короткий опис                                             | Зображення |
| -------------------------------------------------- | -------------------------- | --------------------------------------------------------- | ---------- |
| Лохвицький краєзнавчий музей імені Г. С. Сковороди | Лохвиця, вул. Шевченка, 48 | Заснований у 1947 році, у колекції понад 30000 експонатів |            |

## Лубни
| Назва                                                 | Місцезнаходження              | Короткий опис                                       | Зображення |
| ----------------------------------------------------- | ----------------------------- | --------------------------------------------------- | ---------- |
| Лубенський краєзнавчий музей імені Гната Стеллецького | Лубни, вул. Я. Мудрого, 30/25 | Заснований у 1873 році, у колекції 30000 експонатів |            |

## Миргород
| Назва                                                           | Місцезнаходження     | Короткий опис                                                      | Зображення |
| --------------------------------------------------------------- | -------------------- | ------------------------------------------------------------------ | ---------- |
| Миргородський краєзнавчий музей                                 | вул. Незалежності, 2 | Заснований у 1920 році, у колекції музею понад 15 тисяч експонатів |            |
| Миргородський літературно-меморіальний музей Давида Ґурамішвілі | вул. Незалежності, 5 | Експозиція музею присвячена життю і діяльності Давида Ґурамішвілі  |            |

## Миргородський район
| Назва                                                                       | Місцезнаходження                     | Короткий опис                                                                                 | Зображення |
| --------------------------------------------------------------------------- | ------------------------------------ | --------------------------------------------------------------------------------------------- | ---------- |
| Миргородський історико-краєзнавчий музей                                    | с. Великі Сорочинці, вул. Гоголя, 28 | історико-краєзнавчий музей та картинна галерея                                                |            |
| Великосорочинський літературно-меморіальний музей Миколи Васильовича Гоголя | с. Великі Сорочинці, вул. Гоголя, 34 | Заснований у 1929 році у будинку де народився український письменник Гоголь Микола Васильович |            |

## Оржицький район
| Назва                               | Місцезнаходження            | Короткий опис                                                       | Зображення |
| ----------------------------------- | --------------------------- | ------------------------------------------------------------------- | ---------- |
| Оржицький народний історичний музей | смт Оржиця, вул. Леніна, 38 | Музей відкрито у 1974 році, у колекції музею більше 3000 експонатів |            |

## Пирятинський район
| Назва                                                                         | Місцезнаходження                                    | Короткий опис                                      | Зображення |
| ----------------------------------------------------------------------------- | --------------------------------------------------- | -------------------------------------------------- | ---------- |
| Пирятинський районний народний краєзнавчий музей м. Пирятин, вул. Пушкіна, 47 | Заснований у 1967 році, у колекції 13000 експонатів |                                                    |            |
| Березоворудський народний історико-краєзнавчий музей                          | село Березова Рудка (Пирятинський район             | Заснований у 1974 році, у колекції 5000 експонатів |            |

## Полтава
| Назва                                                             | Місцезнаходження                     | Короткий опис | Зображення |
| ----------------------------------------------------------------- | ------------------------------------ | --- | ---------- |
| Полтавський краєзнавчий музей                                     | пл. Конституції, 2                   | Музей заснований у 1891 році, у колекції близько 300 000 експонатів |            |
| Полтавський художній музей                                        | вул. Європейська, 5                  | Заснований у 1919 році, у колекції близько 30 000 експонатів |            |
| Державний історико-культурний заповідник «Поле Полтавської битви» | м. Полтава, вул. Шведська могила, 32 | Музей історії Полтавської битви заснований у 1909 році, у дев'яти експозиційних залах музею представлені: холодна і вогнепальна зброя, медалі, монети, живописні полотна, портрети, ікони, гравюри, бойові прапори та інше. У 1981 році музей історії Полтавської битви і комплекс пам'ятників, пов'язаних з Полтавською битвою, оголошено державним історико-культурним заповідником «Поле Полтавської битви». |            |
| Літературно-меморіальний музей Івана Котляревського               | Першотравневий проспект, 18          | Заснований у 1950 році, у колекції музею понад 6 000 предметів |            |
| Музей-садиба Івана Котляревського                                 | Соборний майдан, 3                   | Садиба-музей у Полтаві, де 1769 року народився засновник нової української літератури Іван Петрович Котляревський |            |
| Полтавський літературно-меморіальний музей В. Короленка           | вул. В. Короленка, 1                 | Заснований у 1940 році, у колекції музею понад 10 000 експонатів |            |
| Полтавський музей авіації та космонавтики                         | Першотравневий проспект, 16          | Заснований у 1987 році, у колекції понад 3 000 експонатів |            |
| Літературно-меморіальний музей Панаса Мирного                     | вул. Панаса Мирного, 56              | Садиба-музей класика української літератури Панаса Яковича Рудченка, більш відомого під своїм псевдонімом Панас Мирний. |            |
| Полтавський музей дальньої авіації                                | вул. Засядько, 1                     | Унікальний авіаційний музей просто неба у Полтаві, філія Полтавського музею авіації та космонавтики |            |

## Полтавський район
| Назва                                                                       | Місцезнаходження                   | Короткий опис                                       | Зображення |
| --------------------------------------------------------------------------- | ---------------------------------- | --------------------------------------------------- | ---------- |
| Навчально-виховний комплекс сільськогосподарського профілю ім.А.С.Макаренка | м. Полтавський район, с. Ковалівка | У фондах музею-заповедника понад 6 тисяч експонатів |            |

## Хорольський район
| Назва                         | Місцезнаходження           | Короткий опис | Зображення |
| ----------------------------- | -------------------------- | ------------- | ---------- |
| Хорольський краєзнавчий музей | м. Хорол, вул. Леніна,98/4 |               |            |

## Чорнухинський район
| Назва                                                        | Місцезнаходження             | Короткий опис                                            | Зображення |
| ------------------------------------------------------------ | ---------------------------- | -------------------------------------------------------- | ---------- |
| Чорнухинський літературно-меморіальний музей Г. С. Сковороди | смт Чорнухи, вул. Леніна, 45 | Заснований у 1972 році, у колекції понад 2000 експонатів |            |

## Чутівський район
| Назва                                 | Місцезнаходження                      | Короткий опис                                       | Зображення |
| ------------------------------------- | ------------------------------------- | --------------------------------------------------- | ---------- |
| Чутівський районний краєзнавчий музей | смт Чутове, вул. Полтавський шлях, 33 | Заснований у 1968 році, у колекції 5 700 експонатів |            |

## Шишацький район
| Назва                                      | Місцезнаходження               | Короткий опис                                            | Зображення |
| ------------------------------------------ | ------------------------------ | -------------------------------------------------------- | ---------- |
| Шишацький краєзнавчий музей                | смт Шишаки, вул. Корніліча, 22 | Заснований у 1967 році, у колекції понад 2000 експонатів |            |
| Національний музей-заповідник М. В. Гоголя | Шишацький район, с.Гоголеве    | Музей відкрито 1984 року                                 |            |